# Distretto di Suseong
Suseong (Hangŭl: 수성구; Hanja: 壽城區) è un distretto di Daegu. Ha una superficie di 76,49 km² e una popolazione di 461.988 abitanti al 2005.